# Quảng Thành, Châu Đức
Quảng Thành là một xã thuộc huyện Châu Đức, tỉnh Bà Rịa – Vũng Tàu, Việt Nam.

## Địa lý
Xã Quảng Thành nằm ở phía đông bắc huyện Châu Đức, có vị trí địa lý:
- Phía đông giáp tỉnh Đồng Nai
- Phía tây giáp thị trấn Kim Long và xã Bàu Chinh
- Phía nam giáp các xã Bình Giã, Bình Trung, Xuân Sơn, Sơn Bình
- Phía bắc giáp xã Xà Bang.

Xã có diện tích 30,88 km², dân số năm 1999 là 9.227 người, mật độ dân số đạt 299 người/km².

## Lịch sử
Xã Quảng Thành được thành lập vào ngày 2 tháng 6 năm 1994 trên cơ sở tách 2.828 ha diện tích tự nhiên và 8.086 người của xã Kim Long (gồm các thôn Hậu Cần, Tiến Long, Đạt Long).